# Августовские соглашения
Августовские соглашения (пол. Porozumienia sierpniowe) — пакет документов, подписанных правительством ПНР и забастовочными комитетами в Щецине, Гданьске, Ястшембе-Здруе и Домброве-Гурниче в конце августа — начале сентября 1980 года. Являлись первыми после 1948 года официальными договорённостями между правящей компартией и оппозицией в Восточной Европе. Легализовали польское независимое профдвижение, привели к созданию профсоюза Солидарность. Рассматриваются как рубежное событие польской и восточноевропейской истории. Наибольшую известность в мире приобрёл документ, подписанный 31 августа 1980 на Гданьской судоверфи, поэтому весь комплекс договорённостей часто именуется Гданьским соглашением.

## Предыстория
К 1980 году зашла в тупик политика руководства ПОРП и правительства ПНР, проводимая в предшествующее десятилетие под руководством Эдварда Герека. На протяжении 1970-х годов польские власти заглушали массовое недовольство методами социального маневрирования. Экономическое субсидирование из СССР дополнялось массированными заимствованиями на Западе. Это способствовало росту производства и повышению доходов населения. Таким образом удавалось избегать крупных протестов и катаклизмов, подобных событиям 1970—1971, когда партийное руководство во главе с Владиславом Гомулкой применило военную силу для подавления забастовок на Балтийском побережье. Кровопролитие привело к смене партийно-государственного руководства — первый случай в государстве Восточного блока.
Однако централизованная плановая экономика и командно-административная система исчерпали ресурсы развития. В 1979 показатели экономического роста ПНР отмечались на отрицательном уровне. Осложняющим фактором стал внешний долг, близкий к 20 млрд долларов. Уже в 1976 правительство Петра Ярошевича пыталось стабилизировать бюджет повышением потребительских цен. Это спровоцировало крупные рабочие протесты в Варшаве и Радоме. Подавлять их пришлось силами милиции и ЗОМО. Возникали оппозиционные организации — КОС-КОР, Свободные профсоюзы Побережья, Конфедерация независимой Польши. Протестное и диссидентское движение преследовались Службой госбезопасности, совершались аресты, избиения, иногда тайные убийства (радомский католический священник Роман Котлярж, гданьский рабочий Тадеуш Щепаньский). Острый кризис и жёсткая конфронтация сделались вопросом времени.
События развернулись летом 1980 года. Партийно-государственное руководство вновь вознамерилось решить бюджетные проблемы за счёт снижения доходов населения. 1 июля 1980 Политбюро ЦК ПОРП и Совет министров ПНР утвердили директиву о централизованном повышении цен на мясные продукты. Одновременно был введён запрет на мясную торговлю для частных лиц. В ответ 8 июля начались забастовки на заводах Люблина. 15 июля 1980 люблинские рабочие-машиностроители вышли на многотысячные демонстрации против повышения цен.

## Забастовка

### Акции солидарности

#### Гданьское начало
Движение на Гданьской судоверфи имени Ленина началось утром 14 августа 1980. 16 тысяч рабочих начали оккупационную забастовку. Организаторами первого дня выступили активист КОС—КОР и свободных профсоюзов Богдан Борусевич, техник-механик Ежи Боровчак, монтажник Богдан Фельский, сварщик Людвик Прондзиньский, слесарь Пётр Малишевский. 15 августа во главе забастовки стал электрик и активист свободных профсоюзов Лех Валенса.
Лозунги в Гданьске были несколько иными, чем в Люблине, и не сводились к протесту из-за ценовой политики. Забастовщики потребовали восстановить на работе Леха Валенсу и крановщицу Анну Валентынович, уволенных за членство в свободных профсоюзах, установить памятник рабочим, погибшим в декабре 1970 и повысить заработную плату. С самого начала выдвигались не только социально-экономические, но и политические требования: обеспечение гражданских прав, свободу слова и вероисповедания, освобождение политических заключённых.
На ряде предприятий Гданьска начались забастовки солидарности. Волнения перекинулись в Гдыню, затем в Щецин, охватили Балтийское побережье и постепенно распространилось на другие регионы страны и отрасли экономики. Масштаб событий превысил происходившее в начале 1970-х. 16 августа 1980 на Гданьской судоверфи сформировался Межзаводской забастовочный комитет (MKS) под председательством Валенсы. Его заместителями стали гданьский механик Богдан Лис и гдыньский сварщик Анджей Колодзей; энергично действовали Анна Валентынович, инженер Анджей Гвязда, трамвайщица Хенрика Кшивонос, десятки других активистов. MKS взял на себе координацию рабочего движения сначала в Труймясто, потом по всей стране.
Медсестра судоверфи Алина Пенковская сумела передать Яцеку Куроню информацию о происходящем. Сделать это удалось, несмотря на блокирование связи, с неотключённого телефона медпункта. Куронь сообщил на Радио Свободная Европа, после чего вся Польша оказалась в курсе событий.
День ото дня требования радикализировались. Попытка умеренного Валенсы прекратить забастовку уже 16 августа была сорвана радикалами во главе с Гвяздой. Ключевую роль в «спасении забастовки» сыграла группа женщин-работниц во главе с медсестрой Алиной Пенковской и студенткой Марылей Плоньской.

#### Всепольская волна
19 августа был создан Межзаводской забастовочный комитет в Щецине во главе с пожарным и завскладом Щецинской судоверфи имени Варского Марианом Юрчиком. Заместителями и помощниками Юрчика стали сварщик Казимеж Пипия, инженер-кораблестроитель Казимеж Фишбейн, бригадир Людвик Грацель, мастер Ян Лебковский, рабочие верфи Мариан Ющук, Ярослав Мрочек, Анджей Зелиньский; Мария Хмелевская и Ежи Стецкий представляли ремонтный завод “Парница”.
29 августа образовался шахтёрский забастовочный комитет в Ястшембе-Здруе во главе с экономистом Ярославом Сенкевичем, горняками Стефаном Палкой и Тадеушем Едынаком. Тогда же металлурги сформировали забастовочный комитет на комбинате Гута Катовице в Домброве-Гурниче во главе со слесарем Анджеем Розплоховским, инженером-электронщиком Збигневом Куписевичем, механиком Богданом Борковским и частным электриком Казмежем Свитонем.
В столице центр центр забастовочного движения сложился на металлургическом комбинате Гута-Варшава под руководством сталелитейщика Северина Яворского. Центр Межзаводского забастовочного комитета в Быдгоще закрепился на велосипедном заводе Romet под руководством инженера Яна Рулевского, социолога Антония Токарчука, электромонтажника Кшиштофа Готовского.
К концу августа количество забастовщиков достигало 750 тысяч человек.

#### Поддержка интеллигенции
22 августа появилось публичное обращение 64 представителей польской интеллигенции — с призывом к властям и забастовщикам начать политический диалог. Среди подписавших были такие известные личности, как Тадеуш Мазовецкий, Бронислав Геремек, Александр Гейштор, Владислав Бартошевский, Мариан Брандыс, Роман Братный, Казимеж Дзевановский, Вацлав Гаевский, Ежи Едлицкий, Адам Керстен. Инициативы поддержали Кароль Модзелевский, Анджей Вайда, Ян Юзеф Щепаньский, Станислав Баранчак, Януш Гловацкий, Эльжбета Барщевская, Зофья Мрозовская, Виктор Ворошильский, Ярослав Абрамов-Неверли, более ста представителей научной и культурной общественности.
Мазовецкий и Геремек учредили экспертный совет при гданьском MKS. В этот орган вошли также журналист и историк философии Богдан Цивиньский, экономист Тадеуш Ковалик, экономист и публицист Вальдемар Кучиньский, социолог Ядвига Станишкис, юрист и католический активист Анджей Веловейский.

#### Позиция церкви
С самого начала в движении были сильны мотивы польского католицизма и католической социальной доктрины. Рабочие проводили мессы прямо на бастующих предприятиях, в том числе у ворот Гданьской судоверфи. Многие католические священники активно присоединялись к движению, впоследствии становились профсоюзными капелланами (наиболее известен в этой связи Ежи Попелушко). Широко распространялись католические символы, портреты Папы Римского Иоанна Павла II. 20 августа Иоанн Павел II направил телеграмму примасу Польши кардиналу Стефану Вышинскому: «В последние трудные дни я с молитвой в сердце участвую в опытах, которые снова переживает моя Родина и мои соотечественники».
26 августа кардинал Вышинский высказался за диалог властей с протестующими, национальный суверенитет Польши, против партийных кампаний атеизации. Его речь была подвергнута цензуре, однако распространялась по стране в полном варианте. Активно выступал в поддержку забастовщиков щецинский епископ Казимеж Майданьский. На следующий день Главный совет епископата опубликовал заявление, в котором говорилось, что условием социального мира является уважение суверенных прав нации, включая право на объединение в профсоюзы.

### 21 требование Гданьска
17 августа гданьский MKS выдвинул 21 требование. Этот акт стал основой программы забастовочного движения:
- Легализация профсоюзов, независимых от партийно-государственного аппарата, в соответствии с Конвенцией № 87 МОТ
- Гарантия права на забастовку, безопасность бастующих и лиц, оказывающих им поддержку
- Соблюдение положений Конституции ПНР о свободе слова, печати, собраний, совести; беспрепятственная деятельность независимых организаций, СМИ и церквей всех конфессий
- Восстановление прав лиц, подвергнутых политическим репрессиям

(а) восстановление на работе уволенных за участие в забастовках 1970 и 1976, восстановление в вузах студентов, исключённых по политическим мотивам
(б) освобождение всех политических заключённых
(в) прекращение преследований церкви
- Широкое оповещение в СМИ о создании Комитета и его требованиях
- Действия по преодолению социально-экономического кризиса:

(а) полное информирование общества о социально-экономической ситуации
(б) общенациональное обсуждение программы социально-экономических реформ
- Возмещение зарплаты всем участникам забастовки
- Установление минимального размера оплаты труда в 2000 злотых в качестве компенсации за рост цен
- Гарантированная индексация заработной платы соответственно росту цен и снижению стоимости злотого
- Комплексные поставки продовольствия на внутренний рынок, допущение экспорта только избыточных объёмов
- Введение карточного снабжения мясными и молочными продуктами до стабилизации потребительского рынка
- Отмена коммерческих цен и продажи валюты государственным экспортным компаниям
- Подбор руководящих кадров на основе управленческой компетентности, а не партийной принадлежности, отмена материальных привилегий функционеров партийного аппарата, милиции и Службы безопасности
- Снижение пенсионного возраста до 50 лет для женщин и 55 лет для мужчин, либо, независимо от возраста, после 30 лет рабочего стажа для женщин и 35 лет для мужчин
- Приведение пенсий в соответствие с реальной стоимостью жизни
- Улучшение условий труда в сфере здравоохранения для обеспечения качественной медицинской помощи
- Обеспечения достаточного количества мест в детских садах
- Введение трёхлетнего оплачиваемого отпуска по беременности, родам и воспитанию ребёнка
- Сокращение продолжительности сроков ожидания при получении жилья
- Увеличение выходного пособия до 100 злотых
- Введение второго выходного дня — субботы, отпускная компенсация работы на непрерывных производствах

Текст 21 требования был вывешен для всеобщего обозрения на сторожевом пункте у ворот N 2 Гданьской судоверфи.
Большинство требований носило сугубо экономический характер, ориентированный на текущие материальные потребности рабочих и их семей (иногда с антирыночным уклоном). Вопросы о смене правительства, проведении свободных выборов, изъятия у ПОРП функций государственного управления не ставились. Однако пункты 1-5 были однозначно политическими и подрывали принцип «руководящей роли партии». Пункт 6 нарушал партийную монополию на определение социально-экономической политики. Пункт 13 угрожал социальному статусу и материальным интересам партийного и карательного аппарата. Наиболее принципиальное значение имели первые два требования: независимые профсоюзы и право на забастовку.

### 36 требований Щецина
Свой вариант программы — 36 требований — выдвинул забастовочный комитет в Щецине. В общем и целом эти пункты совпадали с гданьским документом MKS. Однако щецинские требования носили более жёсткий и идеологизированно антикоммунистический характер. Эта особенность соответствовала известным взглядам и позициям католического национал-консерватора Мариана Юрчика.
В частности, отдельными требованиями выдвигались установка мемориала погибшим в декабре 1970 (щецинские протесты разворачивались тогда драматичнее гданьских), прекращение расходов на совместную с СССР космическую программу (полёт Мирослава Гермашевского упоминался в негативном контексте) и на помощь государствам социалистической ориентации, еженедельная воскресная телетрансляция католической мессы, привлечение к судебной ответственности виновных в кризисной ситуации.
21 требование гданьского MKS получили всемирную известность. Этого нельзя сказать о 36 требованиях щецинских забастовщиков. Впоследствии Юрчик объяснял это недостаточным вниманием щецинцев к прессе, особенно иностранной.

## Власть
Первоначально руководство ПОРП заняло жёсткую позицию, нацеленную на подавление забастовки. 15 августа 1980 Политбюро ЦК ПОРП собралось на экстренное заседание. Секретарь ЦК ПОРП Алоизий Каркошка охарактеризовал ситуацию как «очень опасную». Власти прервали связь городов побережья с остальной частью страны. Министр внутренних дел ПНР Станислав Ковальчик отменил летние отпуска в милиции и объявил боеготовность ЗОМО. МВД сформировало оперативный штаб Lato 80 под руководством заместителя министра Богуслава Стахуры, полковника госбезопасности Владислава Цястоня и главного коменданта милиции Юзефа Бейма. Вскоре была учреждена комиссия ЦК, которой поручалась подготовка плана силового подавления. В комиссию вошли генерал госбезопасности Мирослав Милевский, министр обороны Войцех Ярузельский, новый премьер-министр Юзеф Пиньковский и вице-премьер Мечислав Ягельский. Министры Ковальчик и Ярузельский сформировали межведомственные группы для силовой блокады главных очагов забастовки.
Правительство направило в Гданьск делегацию под руководством кандидата в члены Политбюро вице-премьера Тадеуша Пыки. 18 августа состоялся пленум Гданьского воеводского комитета ПОРП, в котором приняли участие Пыка, председатель Госсовета Генрик Яблоньский и Станислав Каня — член Политбюро, секретарь ЦК, партийный куратор административных органов и силовых структур. Настрой был проявлен жёсткий и агрессивный. На переговорах с бастующими Пыка занял жёсткую позицию, вплоть до личных выпадов в адрес Валентынович, Валенсы и Гвязды. Такие выступления привели к предельному обострению ситуации.
Однако высшее партийное руководство, опасаясь повторения событий десятилетней давности, стремилось избежать силового столкновения. За диалог и компромисс выступали первые секретари воеводских партийных комитетов — Тадеуш Фишбах в Гданьске, Януш Брых в Щецине (оба хорошо помнили, чем закончились для их предшественников события 1970—1971). На стороне забастовщиков выступил директор Гданьской судоверфи Клеменс Гнех. Ту же позицию, неожиданно для Герека, демонстративно занял второй человек ПОРП Станислав Каня (воспринявший ситуацию как удобный момент для выхода на первую позицию). Особое значение имела позиция командующего военно-морскими силами ПНР адмирала Людвика Янчишина, который предупредил, что армия и флот не предпримут действий, осложняющих отношения с обществом.
21 августа Пыка был отозван из Гданьска, после чего смещён с поста. Вместо него в Гданьск прибыл более гибкий и компромиссный вице-премьер Ягельский. На переговоры в Щецин направился вице-премьер Казимеж Барциковский, в Силезию — отраслевые министры Францишек Каим (металлургия) и Александр Копець (машиностроение). Власти осознали неизбежность уступок.
29 августа Герек на заседании Политбюро высказался в том смысле, что создание независимых профсоюзов в сложившейся ситуации может оказаться для ПОРП «меньшим злом», из которого «потом можно будет попытаться выбраться». Предложения применить насилие, исходящие от сталинистского «бетона» (Милевский, Грабский, Ольшовский, Стахура), были окончательно отклонены как «нереальные».

## Соглашения

### Принципы
Представители правительства рассчитывали на переговорах склонить забастовщиков к подчинению. Барциковский планировал «приручение» активистов и включения их в государственную систему ПНР. Однако эти попытки потерпели полную неудачу (тем более в Щецине, где правительству приходилось иметь дело с радикальным антикоммунистом Юрчиком).
Забастовочные комитеты твёрдо стояли на главном: создание независимых профсоюзов. Неисполнение этого требования обессмысливало переговоры и возвращало ситуацию в исходное положение. Властям пришлось уступить в принципиальном вопросе. Символически это выразилось фразой Ягельского: Musimy wyrazić zgodę — Мы должны согласиться.
Договорённости оформлялись как Итоговые протоколы (Меморандумы о взаимопонимании) между межзаводскими забастовочными комитетами и правительственными комиссиями. Всего заключены четыре соглашения — два в августе, два в сентябре.

### Подписания

#### Щецин, 30 августа
Первым было подписано Щецинское соглашение на судоверфи имени Варского — 30 августа 1980. От забастовочного комитета подписи поставили Мариан Юрчик, Казимеж Фишбейн и Мариан Ющук; от правительства — вице-премьер Казимеж Барциковский, секретарь ЦК ПОРП Анджей Жабиньский и первый секретарь Щецинского воеводского комитета ПОРП Януш Брых.

#### Гданьск, 31 августа
Гданьское соглашение подписано на судоверфи имени Ленина 31 августа 1980. Со стороны MKS подписали Лех Валенса, Богдан Лис, Анджей Колодзей и ещё четырнадцать членов комитета, включая Анну Валентынович, Алину Пенковскую, Хенрику Кшивонос (Анджей Гвязда подписать документ отказался, посчитав чрезмерными политические уступки Валенсы). Со стороны — правительства — вице-премьер Мечислав Ягельский, секретарь ЦК ПОРП Збигнев Зелиньский, первый секретарь Гданьского воеводского комитета ПОРП Тадеуш Фишбах, воевода Гданьска Ежи Колодзейский.

#### Ястшемб, 3 сентября
3 сентября 1980 на шахте «Июльский манифест» подписано Ястшембское соглашение. Забастовочный комитет представляли Ярослав Сенкевич, Стефан Палка, Тадеуш Едынак и ещё одиннадцать членов; правительственную сторону — вице-премьер (назначен неделей ранее) Александр Копець, секретарь ЦК ПОРП Анджей Жабиньский, секретарь Катовицкого воеводского комитета ПОРП Веслав Кичан, министр горнодобычи Влодзимеж Лейчак, ещё два государственных функционера.

#### Катовице, 11 сентября
Наконец, Катовицкое соглашение подписано 11 сентября 1980 на комбинате Гута-Катовице. От забастовочного комитета подписали Анджей Розплоховский, Збигнев Куписевич, Казимеж Свитонь, Яцек Ягелка, ещё три члена. От правительства — министр Францищек Каим и шесть местных хозяйственных руководителей.

### Особенности
Фундаментальное значение имел пункт 1 Гданьского соглашения: Деятельность профсоюзов в ПНР не оправдала надежд и ожиданий трудящихся. Признаётся целесообразным создание новых самоуправляемых профсоюзов, которые были бы подлинными представителями рабочего класса. Эта формулировка была наиболее однозначной и позитивной для забастовщиков. За профсоюзами декларировалось право на участие в выработке социально-экономических решений, право на независимые издания, гарантировалась безопасность забастовщиков и всех их сторонников, власти обязались пересмотреть приговоры в отношении ранее репрессированных, восстановить уволенных по политическим мотивам и ограничить цензуру. На словах были приняты почти все социальные и экономические тезисы из 21 требования Гданьского MKS. Тезис о признании новыми профсоюзами руководящей роли ПОРП был подан в формулировке «роль в государстве», а не «роль в обществе», на чём настаивала правительственная сторона.
Щецинское соглашение было менее благоприятным для забастовщиков. Барциковскому удалось добиться большего, нежели Ягельскому. Он настоял на формулировке «самоуправляемые профсоюзы» вместо «независимые самоуправляемые» (это открывало простор для юридического манипулирования). Гарантии безопасности участникам и сторонникам забастовки не были безусловными — вводились оговорки касательно «политических преступлений». Свобода информации и агитации определялась лишь в пределах «более широкого доступа» (ранее практически отсутствовавшего). Восстановление на работе уволенных в каждом случае рассматривалось в индивидуальном порядке. Однако правительство согласилось установить мемориальный знак погибшим в 1970, согласовало повышение зарплат и семейных пособий, установило пятилетний предельный срок ожидания жилья, обязалось изменить устав Щецинской судоверфи.
Ястшембское соглашение в большей степени касалось социально-трудовой проблематики. Отменялась 4-бригадная система работы шахтёров, означавшая семидневную рабочую неделю. Правительство обязалось внести в сейм ПНР законопроект о снижении пенсионного возраста в горнодобывающей промышленности. С 1981 для шахтёров вводились два выходных дня — суббота и воскресенье (ранее в ПНР был один выходной, для работников других отраслей положение сохранялось прежним). Расширялся список профессиональных заболеваний и соответствующих льгот.
Особенностью Катовицкого соглашения являлся пункт о праве создания независимых профсоюзов на всей территории ПНР. Правительство гарантировало доступ к СМИ, безопасность забастовщиков, оплату штатных профсоюзных работников. В этом отношении Катовицкий документ заходил дальше Гданьского и Щецинского.

### Пункты
Августовские соглашения закрепили следующие тезисы:
- легализация свободных профсоюзов, независимых от правящей компартии, государственных органов и хозяйственной администрации в соответствии с Конвенцией № 87 Международной организации труда
- гарантия права на забастовку, безопасность бастующих и помогающих им лиц
- конституционные гарантии свободы слова и печати, доступ к СМИ профсоюзов и конфессиональных организаций
- освобождение политических заключённых, прекращение преследований по политическим, идеологическим и религиозным мотивам
- восстановление в гражданских правах лиц, уволенных с работы после забастовок 1970 и 1976 годов, исключённых из вузов и школ за политических взгляды и убеждения
- обнародование полной информации о социально-экономическом положении, широкое обсуждение программы реформ
- компенсация всем работникам, участвующим в забастовке
- увеличение базовой заработной платы каждого работника на 2000 злотых в месяц в качестве компенсации за рост цен
- гарантия индексации заработной платы соответственно росту цен
- создание гарантированного продовольственного запаса для внутреннего рынка, ограничение экспорта избытком
- отмена «коммерческих» цен и других продаж за твёрдую валюту в специальных магазинах
- подбор управляющего персонала на основе квалификации, устранение аппаратных привилегий
- гарантированное снабжение мясными продуктами по специальным купонам на период восстановления продовольственного рынка
- снижение пенсионного возраста, приведение пенсий в соответствие с уровнем цен
- улучшение условий труда в системе здравоохранения, гарантии медицинской помощи
- обеспечение достаточного количества мест в детских садах для детей работающих матерей
- оплачиваемый декретный отпуск на три года
- уменьшение периода ожидания жилья
- увеличение пособия для жителей пригородной зоны до 100 злотых с 40 лет.
- введение выходной субботы, увеличение отпуска в порядке компенсация работникам бригадной системы или круглосуточного цикла за потерю свободных суббот

## Последствия
10 ноября 1980 на основе Августовских соглашений был зарегистрирован независимый самоуправляемый профсоюз Солидарность.
Правительственная сторона категорически настаивала на признании новыми профсоюзами руководящей роли ПОРП. Такая установка сводила на нет провозглашённые принципы независимых и самоуправляемых профсоюзов. Представители «партийного бетона» изначально не намеревались выполнять заключённые договорённости. Это привело к многочисленным жёстким конфликтам, острому политическому кризису и военному положению. Августовские соглашения были сведены на нет.
В конце 1980-х обстановка изменилась, и власти вынуждены были не только вновь легализовать «Солидарность», но и провести выборы, на которых оппозиционный профсоюз одержал победу. После смены общественно-политического строя развитие Польши пошло по иному пути. Однако Августовские соглашения, «дух Августа 1980» вспоминаются в стране как исторический поворот, доказавший силу общества в противостоянии с властью, период надежд и социального оптимизма.